# 住吉村 (山梨県)
住吉村（すみよしむら）は山梨県西山梨郡にあった村。現在の甲府市中心部の南方、身延線甲斐住吉駅の周辺にあたる。

## 地理
- 河川：荒川、濁川

## 歴史
- 1875年（明治8年） - 山梨郡畔村・中小河原村・下小河原村・上村・増坪村が合併して住吉村となる。
- 1878年（明治11年）7月22日 - 郡区町村編制法の施行により、住吉村が西山梨郡の所属となる。
- 1889年（明治22年）7月1日 - 町村制の施行により、住吉村が単独で自治体を形成。
- 1954年（昭和29年）10月17日 - 甲府市に編入。同日住吉村廃止。

## 交通

### 鉄道路線
- 日本国有鉄道
  - 身延線
    - 甲斐住吉駅